# Damatou (häradshuvudort i Kina, Hunan Sheng, lat 28,62, long 112,34)
Damatou (kinesiska: 大码头, 资阳区) är en häradshuvudort i Kina. Den ligger i provinsen Hunan, i den södra delen av landet, omkring 78 kilometer nordväst om provinshuvudstaden Changsha. Antalet invånare är 409 062. Befolkningen består av 201 811 kvinnor och 207 251 män. Barn under 15 år utgör 14,0 %, vuxna 15-64 år 74 %, och äldre över 65 år 10,0 %.
Runt Damatou är det tätbefolkat, med 683 invånare per kvadratkilometer. Närmaste större samhälle är Heshan, 4,1 km söder om Damatou. Runt Damatou är det i huvudsak tätbebyggt.
Genomsnittlig årsnederbörd är 1 680 millimeter. Den regnigaste månaden är maj, med i genomsnitt 312 mm nederbörd, och den torraste är december, med 46 mm nederbörd.